# Eugène de Méan de Beaurieux
François Eugène de Méan de Beaurieux (Luik, 9 februari 1789 - 7 april 1876) was een Belgisch senator.

## Biografie
Eugène de Méan de Beaurieux behoorde tot de familie de Méan, die zijn eerste adelbrieven in 1648 verkreeg en in 1745 de titel van graaf. Hij was een zoon van Pierre de Méan, keizerlijk kamerheer en burgemeester van Luik, en gravin Marie-Aloyse de Würben. Hij was de schoonbroer van baron François de Stockhem, burgemeester van Kermt, lid van de Tweede Kamer, lid van het Nationaal Congres en senator. Hijzelf bleef vrijgezel. François de Méan, de laatste prins-bisschop van Luik en kardinaal-aartsbisschop van Mechelen, was zijn oom.
De jonge de Méan behoorde tot de erewacht van keizer Napoleon I en was vervolgens kamerheer van koning Willem I. Hij werd in de adelstand bevestigd in 1816 met de titel van graaf.
In 1830 was hij plaatsvervangend lid van het Nationaal Congres, maar werd niet opgeroepen om te zetelen. In 1831 werd hij verkozen tot katholiek senator voor het arrondissement Luik en oefende dit mandaat uit tot in 1835. Hij was ook nog provincieraadslid van Luik van 1838 tot 1848.